# Kustolove, Novi Sanjarî
Kustolove (în ucraineană Кустолове) este localitatea de reședință a comunei Kustolove din raionul Novi Sanjarî, regiunea Poltava, Ucraina.

## Demografie
Componența lingvistică a localității Kustolove
     Ucraineană (96,05%)
     Rusă (3,95%)
Conform recensământului din 2001, majoritatea populației localității Kustolove era vorbitoare de ucraineană (96,05%), existând în minoritate și vorbitori de rusă (3,95%).